# Katedralskolan, Uppsala
Katedralskolan (tidigare Upsala högre allmänna läroverk), i dagligt tal kallad "Katte", är en kommunal gymnasieskola i Uppsala, enligt traditionen grundad 1246. Den är Uppsalas äldsta kända utbildningsinstitution och en av Sveriges äldsta.

## Historia

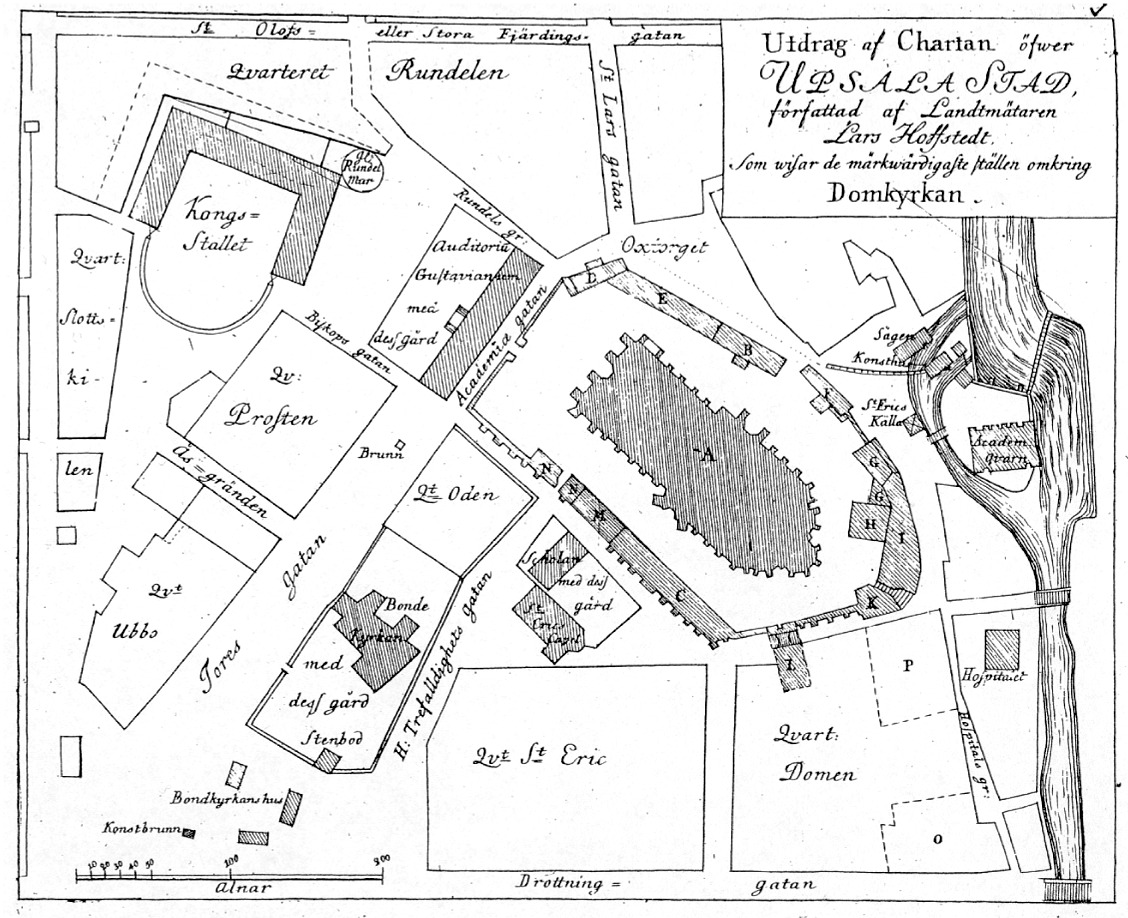
Karta över området kring Uppsala domkyrka. Den ursprungliga skolan är markerad strax söder om kyrkan. Efter att byggnaden brann 1702 flyttade skolan till Domtrapphuset, här markerat som byggnad K. 1748 flyttade skolan till grannlokalen, Domkapitelhuset här markerat som I. 1837 flyttade skolan till Dekanhuset som inte är utritat på kartan men som uppförs i kvarteret Oden väst om originalbyggnaden. 1869 flyttade skolan till sina nuvarande lokaler vilka inte kan ses på kartan.

Traditionellt sett har skolans grundande räknats till år 1246. Uppgiften förekommer på 1600-talet i bland annat den senare rektorn Magnus Nicolai Celsius verk Bullarium, men inget stöd för att skolan skulle ha grundats just detta år finns i tidigare källor. De första kända samtida källorna som refererar till skolan är från sent 1200-tal. Bland dessa finns en donation från domprosten Andreas And, daterad 1291, till en kommunitet för studenter vid skolan. Både skolan och kommuniteten har då bedrivit verksamhet en tid men inget etableringsdatum är idag med säkerhet känt. Den ursprungliga skolbyggnaden låg vid den västra delen av Riddartorget, mellan Uppsala domkyrka och Helga Trefaldighets kyrka och intill dåvarande Sankt Eriks kapell. Utbildningen var klerikal och knuten till kyrkan för att utbilda präster. Elevernas undervisning centrerades kring trivium, det vill säga de tre ämnena grammatik, retorik och dialektik, men även körsång var en central del av utbildningen. Då ingen högre utbildning vid den tiden fanns i Norden fick begåvade studenter fram till mitten på 1300-talet istället fortsätta sin utbildning vid skolans kommunitet "Collegium Uppsalense" vid Universitetet i Paris.
En av de mest kända episoderna från skolans medeltida historia är den blivande kung Gustav Vasas tid på skolan år 1509. Enligt Peder Svarts krönika skickades Gustav vid tretton års ålder till skolan. Gustav ska där ha hamnat i konflikt med sin danskfödde lärare "magister Ivarus" på grund av sina danskfientliga uttalanden. Han tros ha stannat på skolan i knappt två år. Gustav lämnade i vredesmod skolan för gott efter en upptuktelse av sin danske lärare. Han ska ha drivit sin dolk genom läroboken och yttrat: ”Jag tör giva dig och din skola tusende djävlar!” Efter Gustavs maktövertagande uppges Ivarus ha flytt till Danmark.
Reformationen och den följande reduktionen minskade både kyrkans och därmed också dess skolors resurser. Utbildningen omorienterades nu mot en luthersk-humanistisk riktning, med fokus på ämnena religion, sång, och latin. Utbildningsformen bestod till år 1626, då utbildningarna i dessa katedralskolor ersattes av trivialskolorna, som liksom den medeltida katolska skolan fokuserade på ämnena grammatik, retorik och dialektik. Under 1600-talet grundades de första gymnasieskolorna i landet. Uppsala fick dock aldrig någon gymnasieskola då det ansågs vara tillräckligt med två utbildningsinstitutioner i staden, trivialskolan och universitet.
Den gamla skolbyggnaden vid Riddartorget förstördes under stadsbranden i Uppsala 1702. Skolverksamheten flyttades då istället till Domtrapphuset, mellan domkyrkan och gamla torget. Lokalerna var dock dåligt anpassade för uppgiften. Eleverna fick inte plats och hade inte ljus för att läsa. 1746–1748 uppfördes därför en ny skolbyggnad, som senare kom att bli känd som Domkapitelhuset. Byggnaden är belägen mellan Domtrapphuset och Vice pastorshuset och är ritad av Carl Hårleman.

Skolans vapen

Från och med 1807 blev Katedralskolan en gymnasieskola. 1837 flyttade skolan till Julinsköldska huset, nuvarande Dekanhuset, precis intill den plats på Riddartorget där den ursprungliga skolan låg. Den tidigare utbildningen pågick fram till 1849 års läroverksreform då skolan omvandlades från trivialskola till elementarläroverk, senare kallade allmänt läroverk. Därtill inrättades en reallinje jämsides med den traditionella utbildningen, som hade blivit koncentrerad på klassiska språk och religion. År 1865 genomfördes studentexamen för första gången vid Katedralskolan. 
Den nya läroverksformen medförde ett att ökat antal studerande vid skolan, vilket nödvändiggjorde att skolan utvidgade sina lokaler. Därför uppfördes 1869 en ny skolbyggnad, som idag utgör skolans äldsta delar. Skolans nuvarande lokaler finns i Luthagen i kvarteret mellan Kyrkogårdsgatan, Skolgatan, Rektorsgatan och Vasaparken i västra delen av centrala Uppsala. Arkitekt för Katedralskolans huvudbyggnad var intendent vid Överintendensämbetet Fredrik Wilhelm Scholander. Den idag minnesmärkta rektorsgården ligger strax nordost om Katedralskolan och byggdes samtidigt som huvudbyggnaden, men av arkitekten Adrian Crispin Peterson som var e.o. konduktör vid Överintendentsämbetet och byggchef vid uppförandet av Katedralskolan. Rektorsgården fortsatte att användas som tjänstebostad för skolans rektorer fram till 1960-talet. Idag fungerar Rektorsgården som undervisningslokaler för skolan. Adrian Crispin Peterson ritade utöver Rektorsgården även maskinistbostaden för Katedralskolans vaktmästare, samt uthus, avträden och inredning. Flera gamla bänkar och svarta tavlor finns bevarade på skolans vind. Vid huvudbyggnadens grundande ansågs skolan vara belägen för långt från staden vilket ledde till att man byggde Haglunds bro över Fyrisån längs Skolgatan. Det tycktes även att skolan saknade skydd för köld och oväder, varför planteringar anlades mot norr i det som idag är Vasaparken.
År 1930 blev Katedralskolan ett gymnasium för både pojkar och flickor. Detta medförde återigen ett behov av större lokaler varpå skolan utvidgades med Institutionshuset. Byggnaden var ritad av Gunnar Leche i Nyklassicistisk stil och uppfördes av Anders Diös. En andra utbyggnad genomfördes under 1960-talet. Annexet, som tillbyggnaden kallades, ritades av Gösta Wikforss i modernistisk stil och uppfördes 1963. Wikforss ledde även den renovering och ombyggnation som skolan genomgick 1969–1971, då bland annat skolans idrottssal revs och en ny uppfördes mot Rektorsgatan. Fram till 1966 var skolan ett statligt läroverk, för att därefter bli en kommunal skola. Studentexamen gavs vid skolan från 1865 till 1968 och realexamen från 1907 till 1964.
Under åren 1988–1996 genomfördes musikfestivalen Katterocken. Festivalen växte snabbt flyttade efter några år ut från skolans lokaler. På läktaren i skolans aula, som 2011 gavs namnet Dag Hammarskjölds Aula, finner man en orgel av orgelbyggaren Per Larsson Åkerman. 
År 2015–2019 genomgick skolan en stor renovering. Medan renoveringen pågick flyttades verksamheten för samhällsvetenskapliga och humanistiska programmet till "Katte Östra", en byggnad på Skolgatan intill järnvägen. Huvudbyggnaden fick under denna period namnet "Katte Västra". Matsalen låg under delar av renoveringen vid Fyrisån, korsningen Skolgatan-Västra Standgatan, i dåvarande Linnéskolans lokaler. I och med renoveringen döptes huvudbyggnaden och de två tillbyggnaderna om efter deras respektive arkitekter: "Scholander", "Leche" och "Wikforss". 

### Namn
Skolan var ursprungligen en katedralskola men kallades inte vid det namnet under sin tidiga historia. Under medeltiden kallades skolan istället bara för Skolan i Uppsala eller Uppsala skola. Peder Svart benämner den som Schola triviali i Uppsala, men den benämningen är inte känd från andra sammanhang. Namnet Uppsala Cathedral Schole, eller Katedralskolan, används först under 1720-talet. Detta namn bestod till år 1857 då det officiellt ändrades till Högre elementarläroverket i Uppsala. Detta ersattes senare, år 1878 i samband med den nya lärostadgan, med namnet Högre allmänna läroverket i Uppsala. År 1962 återfick skolan officiellt namnet Katedralskolan i Uppsala.

### Bilder

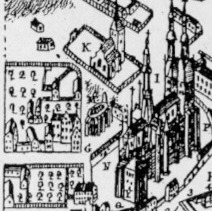
Riddartorget och skolbyggnaden innan stadsbranden 1702.
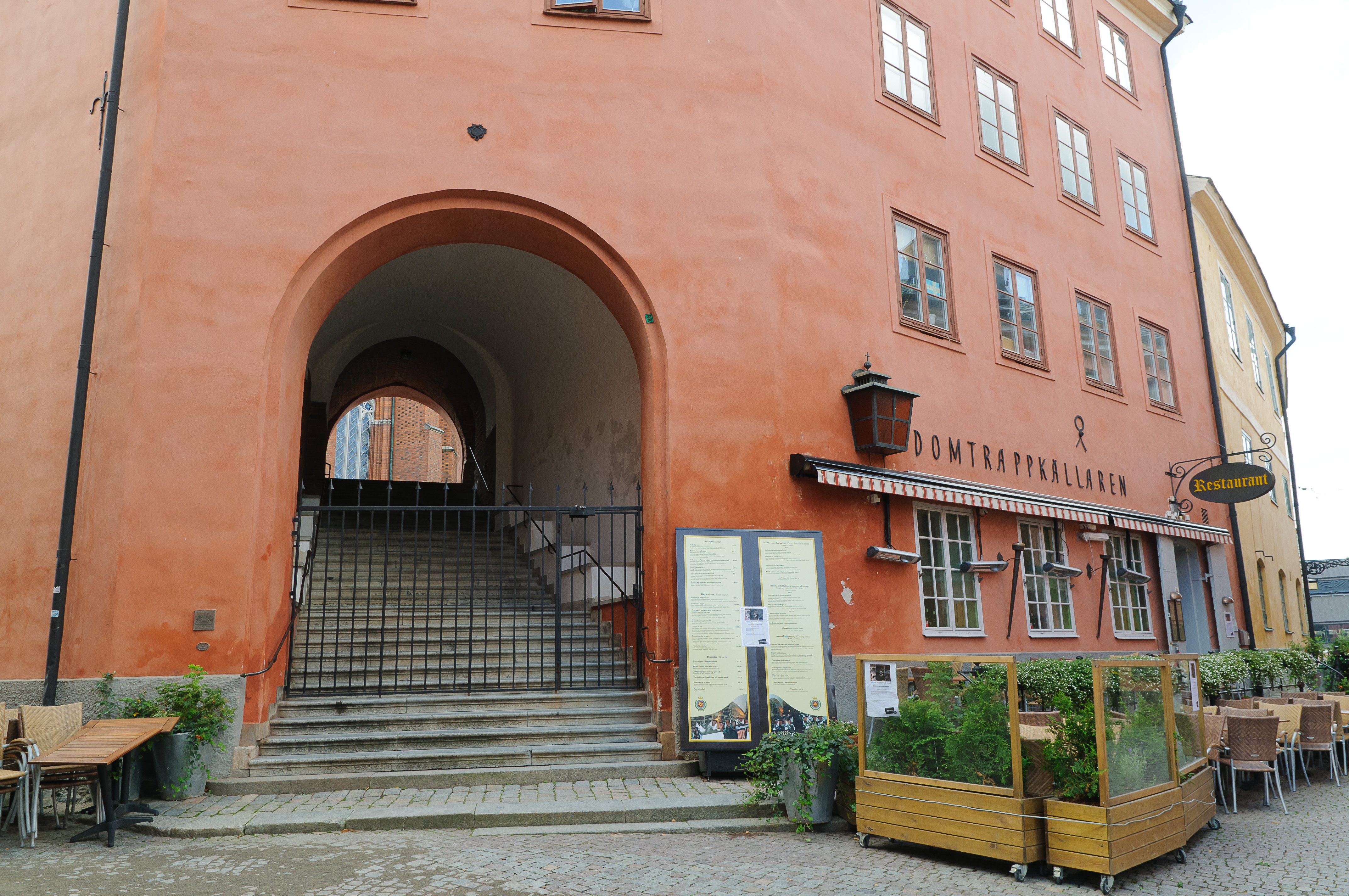
Domtrapphuset, skolans lokaler från 1702 till 1748.
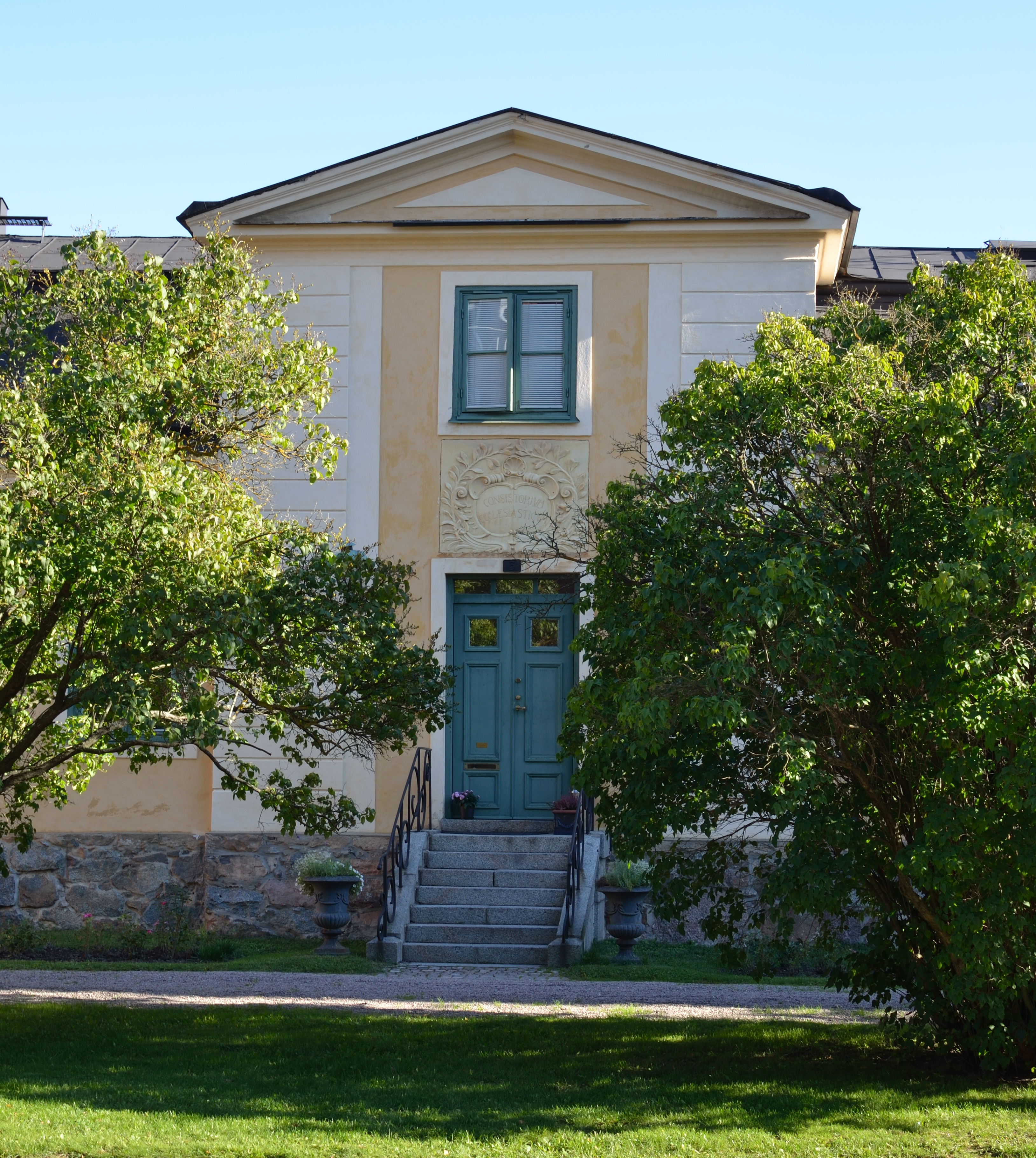
Domkapitelhuset, skolans lokaler från att de byggs 1748 till 1837.
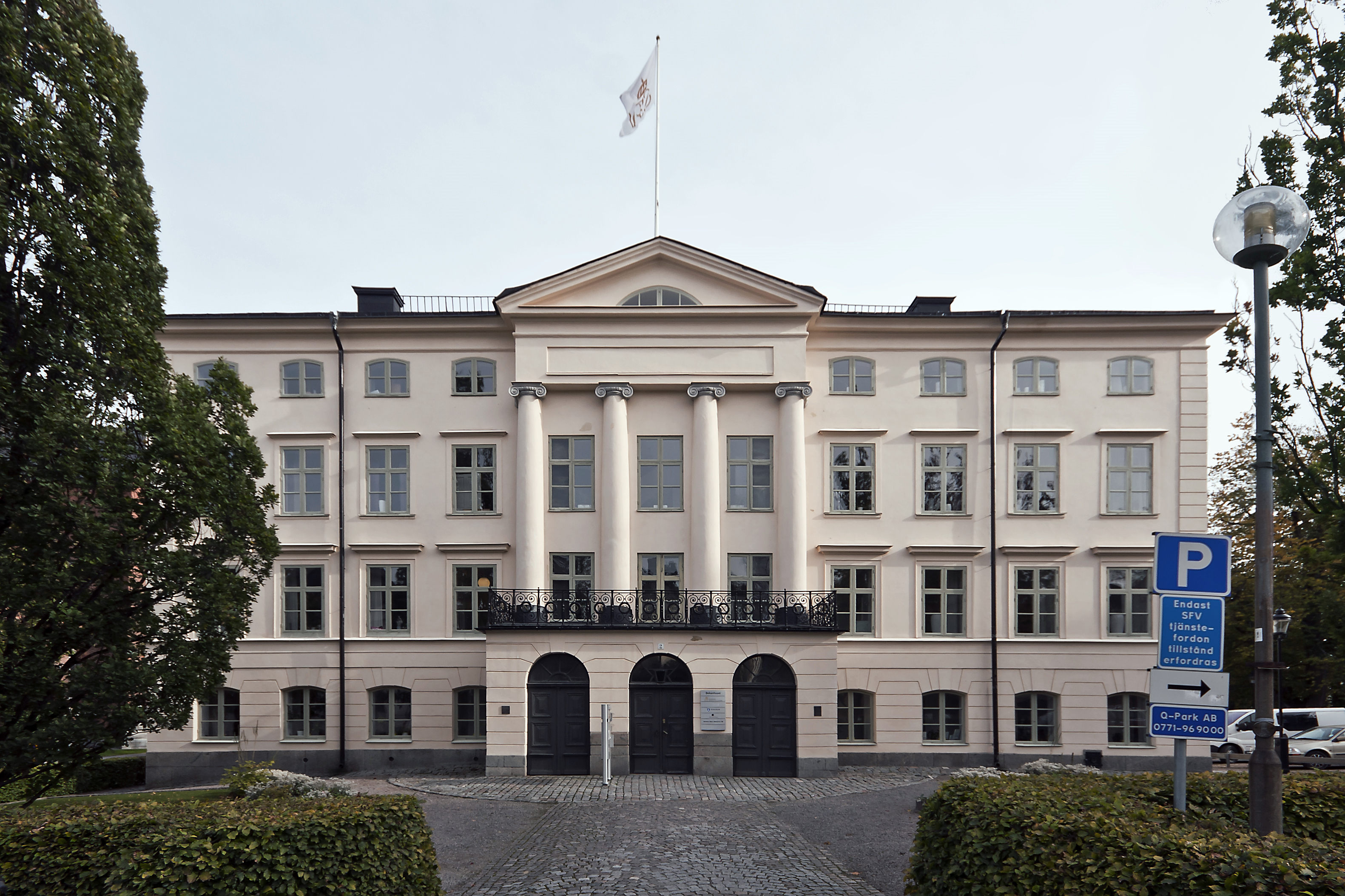
Dekanhuset, skolans lokaler från 1837 till 1869.
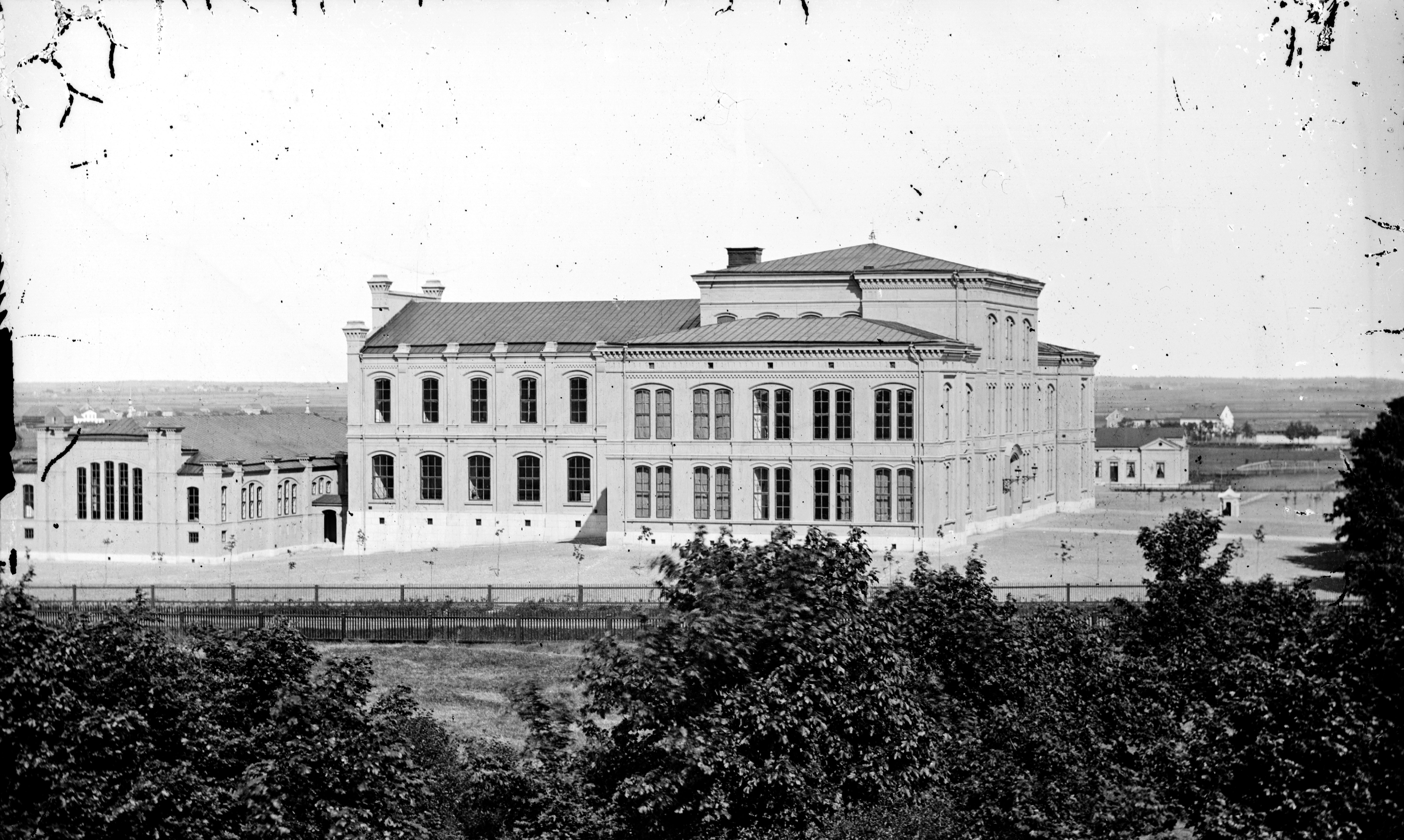
Katedralskolans huvudbyggnad från sydväst, med den nu rivna idrottshallen till vänster. Fotot är taget någon gång innan 1914.

## Orgel

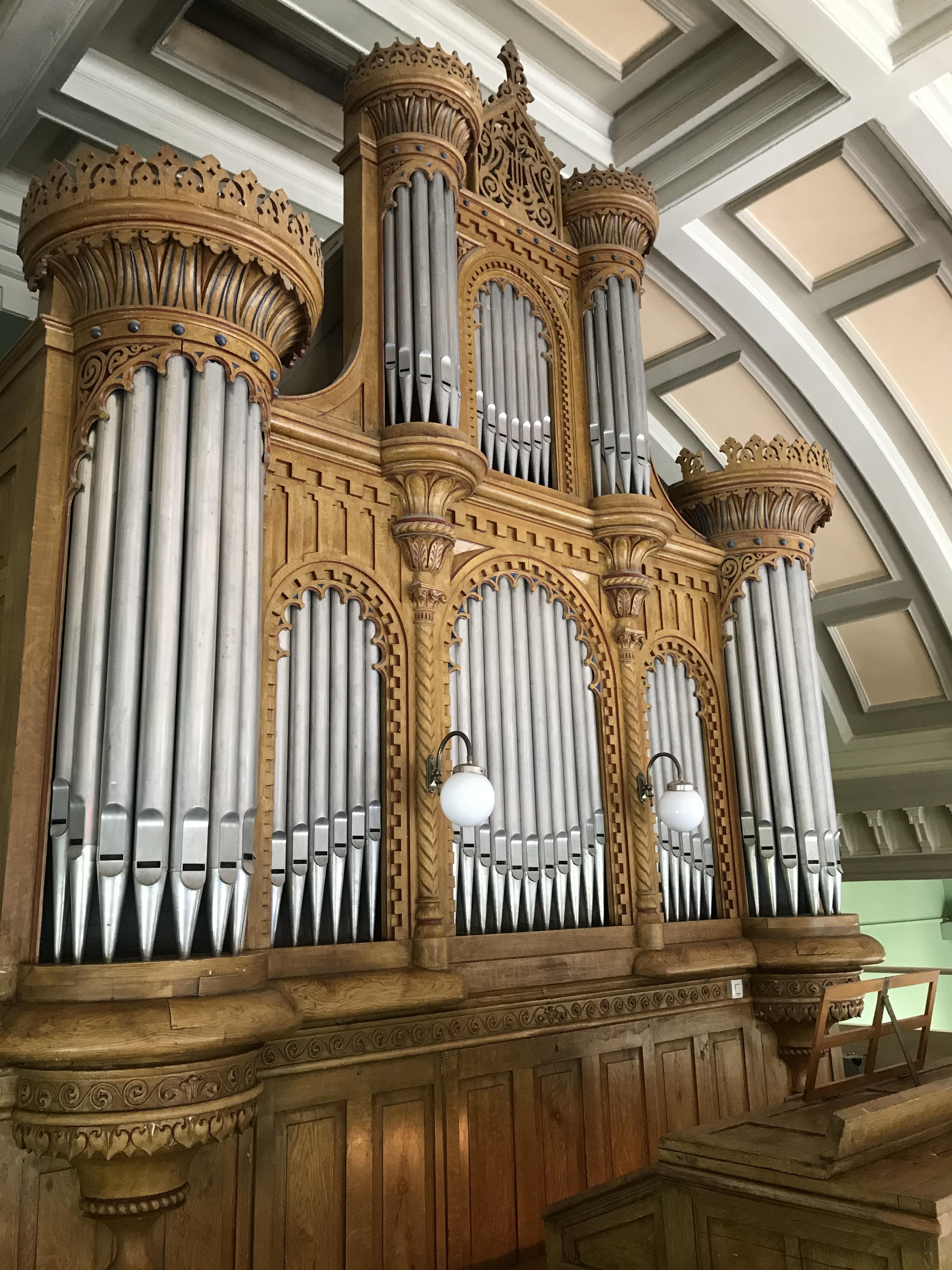
Läktarorgeln i Dag Hammarskjölds aula.

På läktaren i skolans aula finns en orgel byggd av Per Larsson Åkerman. Orgelbygget förmedlades av Domkapitlet och kontraktet skrevs under av Åkerman den 3 december 1868. Kostnaden uppgick till 4850kr. Orgeln är helmekanisk och har 11 stämmor samt två transmissioner fördelade på två manualer och pedal. Den har ett tonomfång på 54/25.
| Manual I     | Manual II           | Pedal      | Koppel   |
| ------------ | ------------------- | ---------- | -------- |
| Bordun 16'   | Flûte Harmonique 8' | Subbas 16' | I/P      |
| Principal 8' | Salicional 8'       | Bordun 8'  | II/P     |
| Rörfleut 8'  | Flûte Octaviante 4' | Fagott 16' | II/I     |
| Gamba 8'     | Täckt Fleut 4'      |            | II/I 16' |
| Octava 4´    |                     | Sonnette   | I/I 4’   |
| Trumpet 8'   |                     |            |          |

## Utbildningar
Vid Katedralskolan erbjuds idag följande utbildningar.
- Barn- och fritidsprogrammet
  - Pedagogisk inriktning
- International Baccalaureate
- Naturvetenskapsprogrammet
- Humanistiska programmet
  - Kultur
  - Språk
- Samhällsvetenskapsprogrammet
  - Samhällsvetenskap
  - Beteendevetenskap

## Studentliv vid skolan

### Återkommande evenemang

#### Kampen

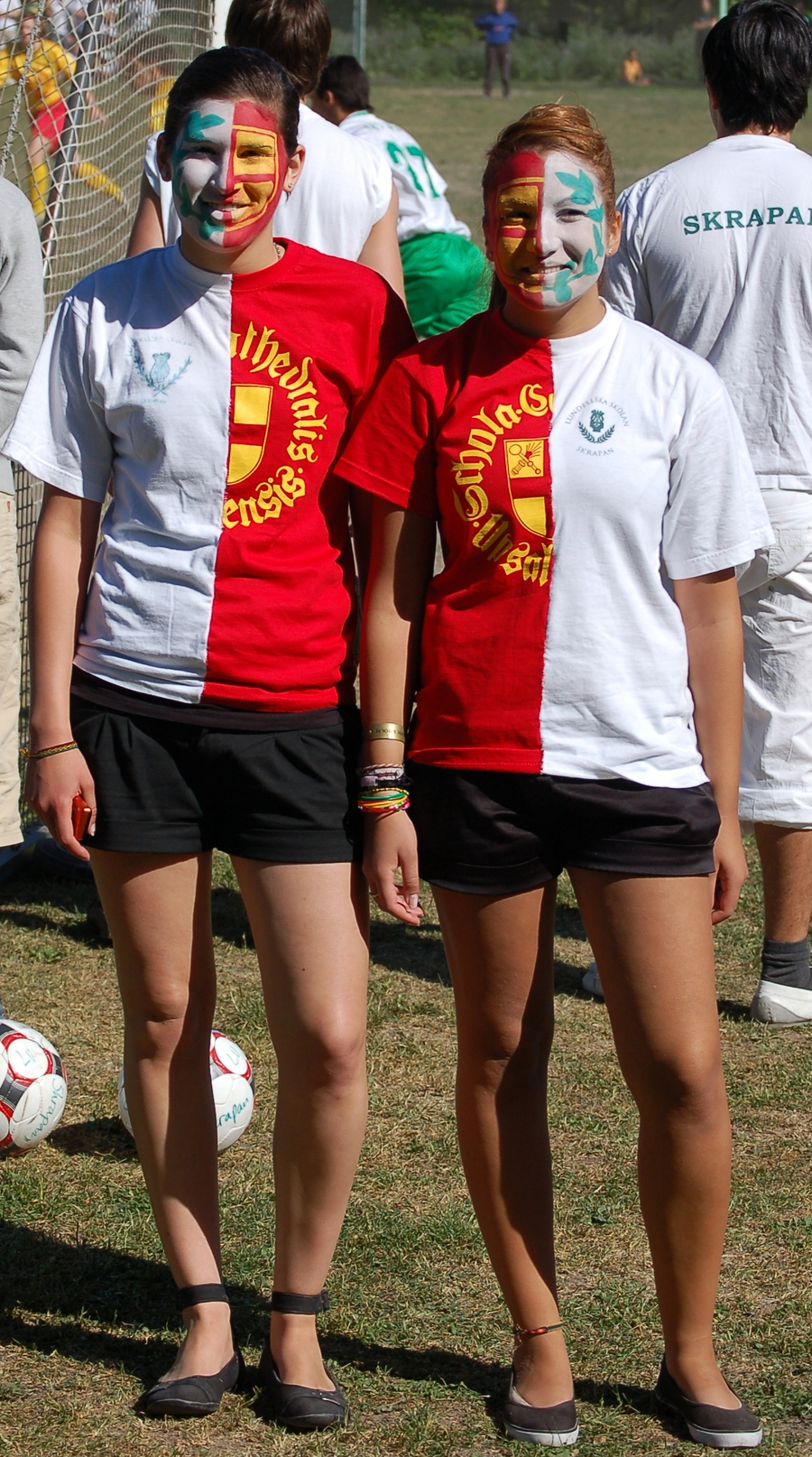
Elever i skolornas färger under Katte-Skrapankampen 2008.

Sedan 1975 inträffar den årliga idrottstävlingen "Katte-Skrapankampen" mellan Uppsala högre allmänna läroverk (Katedralskolan "Katte") och Uppsala enskilda läroverk (Lundellska skolan "Skrapan"). Fram till och med 2017 ägde Kampen rum på Studenternas IP i bland annat grenarna fotboll, friidrott, volleyboll, Ultimate Frisbee, och dragkamp. Sedan 2018 äger Kampen rum på Lundellska skolan.  Tävlingen ställdes in 2020-2021 på grund av Covid-19-pandemin.
| Nr      | År          | Vinnare  |
| ------- | ----------- | -------- |
| 1 - 23  | 1975 - 1997 | Katte    |
| 24 - 34 | 1998 - 2008 | Skrapan  |
| 35      | 2009        | Katte    |
| 36      | 2010        | Oavgjort |
| 37      | 2011        | Skrapan  |
| 38 - 45 | 2012 - 2019 | Katte    |
| 46 - 47 | 2022 - 2023 | Skrapan  |
| 48      | 2024        | Katte    |
| 49      | 2025        | Skrapan  |

#### Musikalen
Varje år under en vecka på vårterminen sätter Katedralskolan upp en musikal. Traditionen sträcker sig tillbaka till 1987 då Oliver! sattes upp i regi av Katarina Ehnmark, som därefter regisserade alla skolans musikaler fram till 2005. Eleverna tas ut till sångroller, spelar i orkester eller står för ljud- och ljussättning. Föreställningarna visades förut i aulan, men sätts numera upp på Reginateatern. Elever som deltagit i musikalen får sedan poäng i en kurs som motsvaras av den uppgift man utför. Omkring 80 elever deltar i musikalen varje år.

### Föreningsliv
Skolan har ett väldigt rikt föreningsliv och har överlägset flest antal föreningar av alla gymnasier i Uppsala. På andra plats står Lundellska skolan, med en dansförening och en idrottsförening. Några av Katedralskolans föreningar är: 
Artis Amici - Katedralskolans kulturförening. Den grundades 24 november 1925 och gick inledningsvis under namnet Uppsala högre allm. läroverkets litterära gymnasistförening. Man bytte till det nuvarande namnet 1925. Föreningen anordnar årligen spexet "Kul i Jul", ett evenemang med framträdanden av skolans elever samt "Föreningspresentationen", en mässa på skolan där skolans föreningar får möjlighet att presentera sig för nya elever som då även erbjuds möjligheten att gå med i dem. 
Pegasen - Katedralskolans skoltidning. Grundades som en dotterförening till Artis Amici 1928. Pegasen publicerar ett antal tidningar per år med texter skrivna av tidningens redaktion och av Katedralskolans elever. Redaktionen brukar även regelbundet anordna skrivkvällar då elever möts och arbetar på sina skrivprojekt tillsammans. 
År 2011 uppmärksammades att skolans rektor, i strid med Tryckfrihetsförordningen, hösten 2009 hade kränkt tidningens grundlagsskyddade rättigheter genom att stoppa försäljningen och bett att i fortsättningen få förhandsgranska tidningen med anledning av en följetong i form av en satirisk deckare där skolans studierektor blev mördad, något rektorn menade hade upplevts som hotfullt och som rektorn ansåg inte såg bra ut för skolan. Följetongen lades ned och en ursäkt publicerades av tidningen, men redaktionen hävdade sin rätt att inte förhandsgranskas eller stoppa försäljningen. Rektorn kommenterade händelsen att flera lärare blivit oroliga att de stod på tur, att rektorn trodde att det stod denne fritt att prata med skribenten och att rektorns avsikt inte varit att undergräva yttrandefriheten.
Radio Fräsch - Katedralskolans musikförening. En dotterförening till Artis Amici. Anordnar den årliga musikfestivalen "Katterocken". 
KIF - Katedralskolans idrottsförening, grundad 1916 (då under annat namn). Anordnar idrottsaktiviteter flera gånger om veckan utanför skoltid, däribland turneringar och träningar inom olika sporter. KIF är även tillsammans med Skrapans Idrottsförening (SIF), även ansvarig för den årliga "Katte-Skrapankampen". 
Damkören - Katedralskolans kör för damer och de med diskantröst. Uppträder med konsert ett antal gånger om året. 
Manskören - Katedralskolans kör för herrar och de med basröst. Uppträder med konsert ett antal gånger om året. 
Fotoföreningen - Katedralskolans fotoförening. Anordnar regelbunda fototävlingar och andra evenemang. 
Matte- och Naturföreningen - Katedralskolans förening för matematik och naturvetenskapliga ämnen. Anordnar bland annat vetenskapliga experiment och mattetävlingar. Kallas förkorat för "MNF" 
En Passant - Katedralskolans shackförening. En dotterförening till MNF. Anordnar bland annat shacktävlingar. 
Playground - Katedralskolans dansförening. Tävlar bland annat i dansgrenen under Kampen och Katedralskolans många andra evenemang. 
Katte Deutscher Verein - Katedralskolans tyskaförening. Anordnar bland annat filmvisningar på tyska. Kallas förkortat för "KaDeVe" 
Théföreningen - Katedralskolans téförening. Théföreningen har funnits åtminstone sedan 1980-talet, och ägnar sig officiellt åt tedrickning. Théföreningens medlemmar är extremt hemliga av sig och väljer försiktigt vilka som får vara medlem, vilket gör dem till skolans enda förening som inte automatiskt släpper in alla som söker medlemskap. Styrelsens identiteter framgår inte i skolkatalogen och vad förening faktiskt sysslar med är inte allmänt känt. Föreningens medlemmar ska även ha varit kända för att vid olika tillfällen bära morgonrock eller badrock, i synnerhet vid provtillfällen. Detta brukar dock inte ske i förenings moderna form. 
Nördarnas Förbund - Katedralskolans förening för allting allmänt "nördigt". Föreningen anordnar bland annat brädspelskvällar, tv-spelsturneringar och lajv-spel i skolans lokaler efter skoltid. Kallas förkortat för NF. 
Kattes Historiska Förening - Katedralskolans historieförening. Historiska föreningen anordnar bland annat studiebesök på muséer och historiska filmvisngar. Kallas förkortat för KHF. 
Handarbete På Katte - Katedralskolans sy- och textilslöjdsförening. Handarbete på Katte anordnar bland annat stickningskvällar. 
Kattes Filosofiska Sällskap - Katedralskolans filosofiförening. Anordnar bland annat diskussionskvällar om diverse filosofiska ämnen. Kallas förkortat för "Sällskapet". 
Kattes Filmklubb - Katedralskolans filmförening. Anordnar regelbundna filmvisningar av olika slag. 
Teatergillet - Katedralskolans teaterförening. Anordnar diverse aktiviteter relaterade till teater och skådespeleri. 
Skolan har även tre partipolitiskt bundna ungdomsföreningar som anordnar olika politikrelaterade evenemang, men är på grund av elevkårens stadgar om politisk neutralitet inte officiellt bundna till skolan. Föreningarna får därför alla resurser från sina moderpartier, men har tillstånd att använda skolans lokaler så länge inte skolledningen eller någon elevkårsbunden förening behöver använda dem. 
GU Katedral - Grön Ungdom Katedral (GU Katedral) är en politisk förening på Katedralskolan bunden till Grön Ungdom, Miljöpartiets ungdomsförbund 
SSU Katedral - SSU Katedral (Sveriges Socialdemokratiska Ungdomsförbund Katedral) är en politisk förening på Katedralskolan bunden till SSU, Socialdemokraternas ungdomsförbund. 
MSU Katedral - MSU Katedral (Moderat Skolungdom Katedral) är en politisk förening på Katedralskolan bunden till MUF, Moderaternas ungdomsförbund. 
Några föreningar som existerat på skolan tidigare som inte finns till idag är: Socialister på Katte, Kristna på Katte, Prideföreningen, POC-föreningen, Feminister På Katte, Utflyktsföreningen och Cirkusföreningen. 

#### Elevkåren Katedral

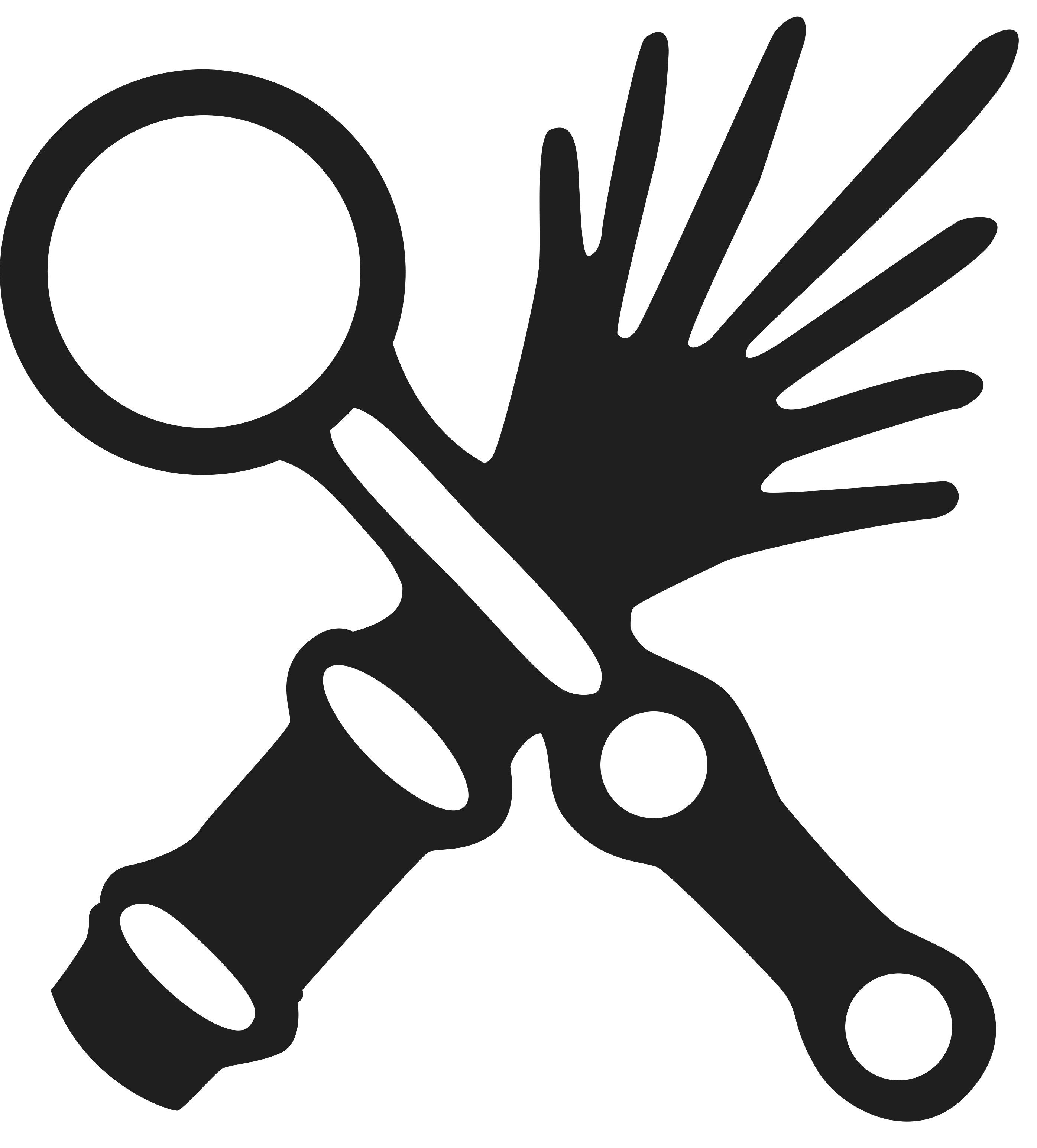
Elevkåren Katedrals logotyp

Elevkåren Katedral är Katedralskolans elevkår och är medlem i paraplyorganisationen Sveriges Elevkårer. Elevkåren Katedral styrs självständigt av Katedralskolans elever och verkar inom olika områden för elevernas och skolans bästa. År 2005 var tre av fyra personer i organisationens ledning före detta ordförande för Elevkåren Katedral. Elevkåren Katedral bedriver merparten av sin verksamhet genom sina sex utskott. År 2020 vann Elevkåren Katedral Guldgemet, för Sveriges Bästa Elevkår utdelat av Sveriges Elevkårer.
- Aktivitetsutskottet - arrangerar tävlingar, lekar och temadagar
- Serviceutskottet - ligger bakom elevkårens sortiment med skolkläder och andra skoldesignade prylar
- PR-utskottet - ligger bakom elevkårens marknadsföring och sköter all design för elevkåren
- Påverkansutskottet - arbetar för att påverka skolledningen för elevkårens medlemmars sak
- Kulturella utskottet - arbetar för att skolans rika kulturliv förstoras, ofta tillsammans med skolans kulturförening Artis Amici.
- Miljöutskottet - arbetar och tar hand om allt angående miljö och klimat på skolan. Utskottet är med och bestämmer miljöpolicy för både elevkåren och skolan.

### Alumnförening
Katedralskolan har sedan 2003 en alumniförening som syftar till att "stärka samhörigheten mellan gamla elever sinsemellan och med skolan, att föra skolans traditioner vidare och att stödja en vidareutveckling av skolan." Föreningen anordnar årliga alumnidagar med inbjudna talare som tidigare varit elever på skolan. Talare år 2025 var Harald Hamrell. 
På vintern anordnas även fackeltåg till kyrkogården för att hedra de nobelpristagare som tidigare varit elever på skolan: Svante Arrhenius, Dag Hammarskjöld och Kai Siegbahn.

## Bemärkta elever och lärare

### Bemärkta elever
- Sune Almkvist[30], landslagsman i fotboll och 11-faldig svensk mästare i bandy.
- Svante Arrhenius[31]  nobelpristagare i kemi 1903
- Åsa Eriksdotter, författare
- Nils von Dardel[32], konstnär
- Dag Hammarskjöld[33]  generalsekreterare i FN
- Jarl Hjalmarson[34], högerledare åren 1950–1961
- Nils Jansson (Henry Bowers)[35], estradpoet och rappare
- Johannes Canuti Lenaeus[36] , professor och ärkebiskop.
- Bruno Liljefors[37], konstnär
- Bengt Olof Kälde, heraldiker, skapare av Katedralskolans vapen
- Jens Mattsson[38], generaldirektör
- Tomas Riad[39], ledamot i Svenska Akademien
- Hans Rosling[40], professor i internationell hälsa
- Carl Yngve Sahlin[41], Uppsala universitets rektor 1876–1889
- Kai Siegbahn[42]  nobelpristagare i fysik 1981
- Hugo Stenbeck[43], grundare av Kinnevik, far till Jan Stenbeck
- Stig Strömholm[44], rektor vid Uppsala universitet 1989–1997
- Owe Thörnqvist[44], musiker
- Anders Wall[45], Industri- och finansman, grundare och ägare i Beijerinvest
- Gustav Vasa[46], Sveriges kung och landsfader
- Ernst Westerlund[47], läkare
- Anders Widmark, jazzmusiker
- Svante Wijkman[48], vars namn lever i myterna vid Uplands nation vid Uppsala universitet
- Niklas Zennström[49], en av grundarna till fildelningstjänsten Kazaa, internettelefonibolaget Skype och nu senast venture capital bolaget  Atomico
- Sverker Åström[49], diplomat och ambassadör
- Sebastian Siemiatkowski[50], en av grundarna till Klarna
- Katherine Zimmerman[51], journalist och radioprogramledare

#### Elever som blev statsråd
- Olof Fåhraeus[52], tillförordnad finansminister 1845 till 1847 och tillförordnad ecklesiastikminister 1847
- Lars Anton Anjou[53], Uppsala universitets rektor 1851–1852, ecklesiastikminister 1855–1859, biskop i Visby stift
- Henric Lovén[54], konsultativt statsråd 1874–1889.
- Louis De Geer[55], Sverige förste statsminister 1876–1880
- Erik Gustaf Boström[56], statsminister 1891–1900 och 1902–1905, Sveriges längst regerande borgerliga statsminister
- Ludvig Annerstedt[57], justitieminister 1896–1901
- Axel Rappe[58], krigsminister 1892–1899
- Edvard von Krusenstjerna[59], civilminister 1883–1889 och 1896–1902
- Gustaf Gilljam[60], ecklesiastikminister 1891–1898
- Lars Åkerhielm[54], konsultativt statsråd 1888–1899
- Hugo Hammarskjöld[61], ecklesiastikminister 1906–1909
- Hugo Hamilton[54], civilminister 1907–1911
- Hjalmar Hammarskjöld[62], statsminister 1914–1917
- Carl Gustaf Hammarskjöld[63], försvarsminister 1920–1921
- Harald Malmberg[64], försvarsminister 1928–1930
- Hans Blix[49], utrikesminister 1978–1979, ordförande i IAEA, ordförande i Artis Amici
- Lena Sommestad[49], miljöminister 2002–2006
- Erik Ullenhag[65], integrationsminister 2010–2014
- Magdalena Andersson[66], finansminister 2014-2021, statsminister 2021-2022
- Ebba Busch[67], energi- och näringsminister samt vice statsminister sedan 2022

### Bemärkta lärare
- Oscar Arpi[68], musiklärare, dirigent och tonsättare.
- Nils Edén[69], partiledare för Liberala samlingspartiet, statsminister 19 oktober 1917 till 10 mars 1920.
- Carl Hallendorff[70], historiker och författare.
- Jacob Axel Josephson[71], tonsättare, musiklärare 1841–1843
- Frans Alexander von Scheele[72] pedagog och filosof
- Abdulbaset Sida[73], president för Syriens nationella råd.
- Niklas Zetterling[74], historiker.
- August Schagerström, språkforskare

### Rektorslängd
Följande personer har varit rektorer för Katedralskolan:
- Nicolaus, två med detta namn omtalas 1299
- Martinus, 1468
- Kristoffer Svart (Lintorp), 1497–1498
- Magnus, 1499–
- Laurentius
- Ivar (us), 1503–1504
- Marcus (möjligen Pauli), 1509
- Henrik Slädorn, efter 1509
- Mattias Erici, 1513
- Magnus Ingemari, 1519
- Johannes Laurentius, omkring 1530
- Laurentius Petri Nericius, början av 1530-talet
- Olaus Petri Medelpadius, 1549–1552
- Martinus Olai Gestricius, omkr. 1557–1562
- Petrus Benedicti, 1560-talet
- Olaus Andreae Helsingus, 1572–1583
- Petrus Petri Helsingus, 1583
- Johannes Petri Gevaliensis, 1589–1593
- Petrus Petri Isopedius, 1594–1599
- Georgius (Erici) Micrander, 1600–1604
- Claudius Joh. Opsopaeus, 1604–1608
- Laurentius Vandalinus
- Benedictus Petri Leuchovius, 1614–1616
- Aegidius Aurelius, 1616–1624 (möjligtvis även 1612–1615)
- Johannes Abrahami Helsingus, 1624 eller 1625
- Laurentius Matthiae Walenius, 1625
- Johannes Hontherus, 1625–1631
- Olaus Nicolai, 1631–1642
- Olaus Christophori Aurivillus, 1643–1646
- Abraham Schroderus, 1646–1647
- Johannes Tenstadius, 1650–1651
- Johannes Jonæ Halenius, 1652–1656
- Magnus Nicolai Celsius, 1656–1665
- Bengt Paulander, 1666–1673
- Bengt Hammarin, 1674–1680
- Ericus Kidronius, 1680–1686
- Johannes O. Lundgren, 1686–1697
- Nils Celsius, 1697–1719
- Jacob Arrhenius, 1719–1750
- Petrus Petri Alm, 1753–1756
- Erik Engman, 1756–1758
- Nils Casström, 1759–1769
- Johan Wenström, 1769–1803
- Johan Carl Höjer, 1804–1826
- Pehr Gustaf Boivie, 1830–1845
- Rudolf Annerstedt, 1845–1866
- Manfred Floderus, 1866–1899
- Carl Axel Brolén, 1899–1911
- Alfred Nordfelt, 1911–1929
- Sixten Samuelsson, 1929–1941
- Mats Redin, 1941–1958
- Einar Hårleman, 1958–1962[76]
- Ragnar Höistad, 1962–1978[77]
- Lars-Fredrik Ljungström, 1979–1990
- Gunnar Salomonson, 1990–2008[78]
- Helene Lagerquist, 2008–2020
- Andreas Kembler Widmark, 2020–[79]